# Victor Campbell
Victor Lindsay Arbuthnot Campbell DSO, OBE (Brighton, 20 de agosto de 1875 – Corner Brook, Domínio de Terra Nova, 19 de novembro de 1956), foi um marinheiro e explorador inglês.

## Expedição Terra Nova
Em 1910 Campbell era o Primeiro Oficial da Expedição Terra Nova liderada por  Robert Falcon Scott. Depois de chegar à Antártida em janeiro de 1911, a sua função levar um grupo de seis homens para explorar a Terra do Rei Eduardo VII, a leste da Barreira. A 26 de Janeiro de 1911, o grupo de Campbell iniciou a sua viagem. Depois de não conseguirem encontrar um local para desembarcar na costa do Rei Eduardo VII, Campbell decidiu navegar para a Terra de Vitória. No seu regresso, o Terra Nova encontrou a expedição de Roald Amundsen acampada na Baía das Baleias, uma enseada na Barreira.

### À deriva na Terra de Vitória
Depois de voltar ao Cabo Evans e de informar Scott sobre a posição de Amundsen, o grupo de Campbell passou a designar-se de Grupo Norte e partiram de novo, para norte, para a Baía Robertson perto do Cabo Adare. Construíram uma cabana e lá passaram o Inverno mas, devido à condições do gelo do mar, não conseguiram realizar as explorações planeadas do Verão de 1912. Em Janeiro de 1912, o Terra Nova regressou à Nova Zelândia, e transferiu o grupo de Campbell, Raymond Priestley, G.M. Levick, G.P. Abbott, H. Dickason, e F.V. Browning para Evans Coves, um local a 402 km a sul de Cabo Adare, e a 322 km a noroeste de Cabo Evans. No entanto, apenas tinham mantimentos para seis semanas e a intenção de realizar explorações geológicas em duas semanas. Depois do trabalho realizado, ficaram com rações para cerca de quatro semanas. No entanto, não foi previsto que o navio tivesse problemas em recolhê-los tal como planeado em Fevereiro; o Terra Nova tinha ficado preso no gelo. Incapazes de contactar o navio, o Grupo Norte foi forçado a passar o Inverno na Antártida de novo. O grupo construiu um buraco no gelo na Ilha Inexpressível onde passaram o Inverno em condições muito difíceis, complementado as suas rações com carne de foca e de pinguim. Em 30 de setembro de 1912, partiram para o Cabo Evans, chegando a 7 de novembro, depois de um percurso de 322 km no gelo do mar. Depois de serem informados da morte de Scott e do Grupo Polar, Campbell assumiu o comando da expedição até ao seu final.

### Anos seguintes e honras
Durante a Primeira Grande Guerra, Campbell lutou como Comandante no Batalhão Drake Gallipoli e em Dardanelles, onde recebeu a Ordem de Serviços Distintos (DSO), na Batalha da Jutlândia, e fez parte do Ataque a Zeebrugge a bordo do HMS Warwick, em 1918. Campbell serviu na Patrulha Dover e afundou um U-Boot, recebendo por isso a barra da DSO. Na sua carreira naval, atingiu o posto de Capitão da Marinha Real. Por ter executado uma operação especial em Arcangel, recebeu o título de Oficial da Ordem do Império Britânico (OBE).
Campbell emigrou para o Domínio da Terra Nova em 1922 e morreu em Corner Brook em 1956.

## Livros
- The Wicked Mate – O Diário da Antártida de Campbell